# Nebfaure
Nebfaure, auch Neb-fau-Re, war ein altägyptischer König (Pharao) der Zweiten Zwischenzeit. Er gilt als der vierte Herrscher der 14. Dynastie und regierte im 17. Jahrhundert v. Chr.
Er wird im Turiner Königspapyrus unter seinem Thronnamen genannt. Seine Regierungsdauer wird dort mit 1 Jahr, 5 Monaten und 15 Tagen angegeben.